# .ht
.ht — в Інтернеті, національний домен верхнього рівня (ccTLD) для Гаїті.

## Домени 2-го та 3-го рівнів
В цьому національному домені нараховується близько 1 400 000 [Архівовано 31 серпня 2021 у Wayback Machine.] вебсторінок (станом на грудень 2010 року).
У наш час використовуються та приймають реєстрації доменів 3-го рівня такі доменні суфікси (відповідно, існують такі домени 2-го рівня):
| Суфікс  | Регламентовані користувачі          |
| .com.ht | Комерційні установи, корпорації     |
| .org.ht | Неприбуткові, неурядові організації |